# Giải quần vợt Pháp Mở rộng 2022
Giải quần vợt Pháp Mở rộng 2022 là một giải quần vợt Grand Slam thi đấu trên mặt sân đất nện ngoài trời. Giải đấu được diễn ra tại Stade Roland Garros ở Paris, Pháp, từ ngày 22 tháng 5 đến ngày 5 tháng 6 năm 2022, bao gồm các nội dung đơn, đôi và đôi nam nữ. Giải đấu cũng có nội dung trẻ và xe lăn. Novak Djokovic là đương kim vô địch nội dung đơn nam, nhưng thua ở vòng tứ kết trước Rafael Nadal. Barbora Krejčíková là đương kim vô địch nội dung đơn nữ, nhưng thua ở vòng 1 trước Diane Parry.
Giải đấu có số lượng đông đủ khán giả sau hai lần gần nhất do các hạn chế COVID-19 ở Pháp. Đây là lần thứ 126 Giải quần vợt Pháp Mở rộng được tổ chức và là giải Grand Slam thứ hai trong năm 2022. Vòng đấu chính nội dung đơn bao gồm 16 tay vợt vượt qua vòng loại cho nam và 16 tay vợt vượt qua vòng loại cho nữ trong số 128 tay vợt ở mỗi nội dung. Giải đấu là một phần của ATP Tour 2022 và WTA Tour 2022. Đây là lần đầu tiên giải đấu áp dụng loạt tie break ở set cuối, với tay vợt đầu tiên giành 10 điểm sẽ thắng, vì các quy tắc đã được áp dụng ở Wimbledon và Giải quần vợt Mỹ Mở rộng.
Đây là giải Grand Slam đầu tiên kể từ khi các cơ quan quản lý quần vợt quốc tế cho phép các tay vợt đến từ Nga và Belarus tiếp tục tham dự các giải đấu quần vợt, nhưng không thi đấu dưới tên hoặc quốc kỳ Nga và Belarus cho đến khi có thông báo mới, do cuộc tấn công của Nga vào Ukraina 2022.
Rafael Nadal là nhà vô địch nội dung đơn nam sau khi đánh bại hạt giống số 8 Casper Ruud (tay vợt thi đấu trận chung kết Grand Slam đầu tiên) trong trận chung kết. Đây là danh hiệu Pháp Mở rộng thứ 14 và danh hiệu Grand Slam thứ 22 của anh. Với chức vô địch, Nadal kéo dài kỷ lục giành nhiều danh hiệu tại Giải quần vợt Pháp Mở rộng, và cũng kéo dài kỷ lục tổng số danh hiệu đơn nam Grand Slam lên 22. Iga Świątek là nhà vô địch nội dung đơn nữ sau khi đánh bại hạt giống số 18 Coco Gauff (tay vợt thi đấu trận chung kết Grand Slam đầu tiên) trong trận chung kết. Đây là danh hiệu Pháp Mở rộng và danh hiệu Grand Slam thứ 2 của cô, sau Giải quần vợt Pháp Mở rộng 2020. Với chức vô địch, Świątek trở thành tay vợt trẻ nhất vô địch nhiều giải Grand Slam sau chức vô địch của Maria Sharapova tại Giải quần vợt Mỹ Mở rộng 2006.

## Tóm tắt kết quả
Đơn nam
| Đơn nam                  | Đơn nam                   | Đơn nam                     | Đơn nam                          |
| Nhà vô địch              | Nhà vô địch               | Á quân                      | Á quân                           |
| ------------------------ | ------------------------- | --------------------------- | -------------------------------- |
| Rafael Nadal [5]         | Rafael Nadal [5]          | Casper Ruud [8]             | Casper Ruud [8]                  |
| Thua bán kết             |                           |                             |                                  |
| Alexander Zverev [3]     | Alexander Zverev [3]      | Marin Čilić [20]            | Marin Čilić [20]                 |
| Thua tứ kết              |                           |                             |                                  |
| Novak Djokovic [1]       | Carlos Alcaraz [6]        | Holger Rune                 | Andrey Rublev [7]                |
| Thua vòng 4              |                           |                             |                                  |
| Diego Schwartzman [15]   | Félix Auger-Aliassime [9] | Bernabé Zapata Miralles (Q) | Karen Khachanov [21]             |
| Hubert Hurkacz [12]      | Stefanos Tsitsipas [4]    | Jannik Sinner [11]          | Daniil Medvedev [2]              |
| Thua vòng 3              |                           |                             |                                  |
| Aljaž Bedene (PR)        | Grigor Dimitrov [18]      | Filip Krajinović            | Botic van de Zandschulp [26]     |
| Brandon Nakashima        | John Isner [23]           | Cameron Norrie [10]         | Sebastian Korda [27]             |
| Lorenzo Sonego [32]      | David Goffin              | Hugo Gaston                 | Mikael Ymer                      |
| Cristian Garín           | Mackenzie McDonald        | Gilles Simon (WC)           | Miomir Kecmanović [28]           |
| Thua vòng 2              |                           |                             |                                  |
| Alex Molčan              | Pablo Cuevas              | Borna Ćorić (PR)            | Jaume Munar                      |
| Camilo Ugo Carabelli (Q) | Borna Gojo (Q)            | Fabio Fognini               | Corentin Moutet (WC)             |
| Sebastián Báez           | Tallon Griekspoor         | Grégoire Barrère (WC)       | Taylor Fritz [13]                |
| Jason Kubler (Q)         | Hugo Dellien              | Richard Gasquet             | Albert Ramos Viñolas             |
| Emil Ruusuvuori          | João Sousa                | Frances Tiafoe [24]         | Marco Cecchinato                 |
| Henri Laaksonen          | Pedro Cachín (LL)         | Dan Evans [29]              | Zdeněk Kolář (Q)                 |
| Federico Delbonis        | Ilya Ivashka              | Nikoloz Basilashvili [22]   | Roberto Carballés Baena          |
| Steve Johnson            | Márton Fucsovics          | Alexander Bublik            | Laslo Đere                       |
| Thua vòng 1              |                           |                             |                                  |
| Yoshihito Nishioka       | Federico Coria            | Christopher O'Connell (WC)  | Jenson Brooksby [31]             |
| Marcos Giron             | Carlos Taberner           | Daniel Altmaier             | Andrey Kuznetsov (Q)             |
| Juan Pablo Varillas (Q)  | Aslan Karatsev            | Alessandro Giannessi (LL)   | Reilly Opelka [17]               |
| Pavel Kotov (Q)          | Alexei Popyrin            | Stan Wawrinka (PR)          | Jordan Thompson                  |
| Sebastian Ofner (Q)      | Dušan Lajović             | Kamil Majchrzak             | Alejandro Davidovich Fokina [25] |
| Quentin Halys            | Taro Daniel               | Michael Mmoh (WC)           | Santiago Rodríguez Taverna (Q)   |
| Manuel Guinard (WC)      | Denis Kudla               | Dominic Thiem               | Nuno Borges (Q)                  |
| John Millman             | Lloyd Harris              | Thanasi Kokkinakis          | Juan Ignacio Londero (LL)        |
| Jo-Wilfried Tsonga (WC)  | Ugo Humbert               | Tseng Chun-hsin (Q)         | Peter Gojowczyk                  |
| Benjamin Bonzi           | Jiří Lehečka              | Pablo Andújar               | Giulio Zeppieri (Q)              |
| Denis Shapovalov [14]    | Pedro Martínez            | Norbert Gombos (Q)          | Alex de Minaur [19]              |
| Francisco Cerúndolo      | James Duckworth           | Lucas Pouille (WC)          | Lorenzo Musetti                  |
| Kwon Soon-woo            | Adrian Mannarino          | Benoît Paire                | Tommy Paul [30]                  |
| Maxime Cressy            | Franco Agamenone (LL)     | Oscar Otte                  | Bjorn Fratangelo (Q)             |
| Pablo Carreño Busta [16] | Jiří Veselý               | Geoffrey Blancaneaux (Q)    | Attila Balázs (PR)               |
| Tomás Martín Etcheverry  | Arthur Rinderknech        | Ričardas Berankis           | Facundo Bagnis                   |

Đơn nữ
| Đơn nữ                | Đơn nữ                       | Đơn nữ                         | Đơn nữ                       |
| Nhà vô địch           | Nhà vô địch                  | Á quân                         | Á quân                       |
| --------------------- | ---------------------------- | ------------------------------ | ---------------------------- |
| Iga Świątek [1]       | Iga Świątek [1]              | Coco Gauff [18]                | Coco Gauff [18]              |
| Thua bán kết          |                              |                                |                              |
| Daria Kasatkina [20]  | Daria Kasatkina [20]         | Martina Trevisan               | Martina Trevisan             |
| Thua tứ kết           |                              |                                |                              |
| Jessica Pegula [11]   | Veronika Kudermetova [29]    | Leylah Fernandez [17]          | Sloane Stephens              |
| Thua vòng 4           |                              |                                |                              |
| Zheng Qinwen          | Irina-Camelia Begu           | Madison Keys [22]              | Camila Giorgi [28]           |
| Aliaksandra Sasnovich | Amanda Anisimova [27]        | Elise Mertens [31]             | Jil Teichmann [23]           |
| Thua vòng 3           |                              |                                |                              |
| Danka Kovinić         | Alizé Cornet                 | Tamara Zidanšek [24]           | Léolia Jeanjean (WC)         |
| Paula Badosa [3]      | Elena Rybakina [16]          | Shelby Rogers                  | Aryna Sabalenka [7]          |
| Daria Saville (WC)    | Angelique Kerber [21]        | Belinda Bencic [14]            | Karolína Muchová             |
| Varvara Gracheva      | Kaia Kanepi                  | Victoria Azarenka [15]         | Diane Parry                  |
| Thua vòng 2           |                              |                                |                              |
| Alison Riske          | Anna Karolína Schmiedlová    | Simona Halep [19]              | Jeļena Ostapenko [13]        |
| Anhelina Kalinina     | Mayar Sherif                 | Ekaterina Alexandrova [30]     | Karolína Plíšková [8]        |
| Kaja Juvan            | Aleksandra Krunić (Q)        | Caroline Garcia                | Katie Volynets (WC)          |
| Danielle Collins [9]  | Fernanda Contreras Gómez (Q) | Yulia Putintseva               | Madison Brengle              |
| Magda Linette         | Petra Kvitová [32]           | Elsa Jacquemot (WC)            | Emma Raducanu [12]           |
| Bianca Andreescu (PR) | Kateřina Siniaková           | Donna Vekić (Q)                | Maria Sakkari [4]            |
| Ajla Tomljanović      | Marie Bouzková               | Alison Van Uytvanck            | Beatriz Haddad Maia          |
| Andrea Petkovic       | Olga Danilović (Q)           | Sorana Cîrstea [26]            | Camila Osorio                |
| Thua vòng 1           |                              |                                |                              |
| Lesia Tsurenko (Q)    | Dayana Yastremska            | Kristína Kučová                | Liudmila Samsonova [25]      |
| Nastasja Schunk (LL)  | Maryna Zanevska              | Misaki Doi                     | Lucia Bronzetti              |
| Wang Qiang            | Hailey Baptiste (Q)          | Marta Kostyuk                  | Claire Liu                   |
| Greet Minnen          | Jasmine Paolini              | Nuria Párrizas Díaz            | Tessah Andrianjafitrimo (WC) |
| Fiona Ferro (WC)      | Oksana Selekhmeteva          | Kamilla Rakhimova              | Zhu Lin (Q)                  |
| Anna Kalinskaya       | Taylor Townsend (PR)         | Viktorija Golubic              | Arantxa Rus                  |
| Viktoriya Tomova (LL) | Tereza Martincová            | Panna Udvardy                  | Rebecca Šramková (LL)        |
| Zhang Shuai           | Irina Bara (Q)               | Mihaela Buzărnescu (LL)        | Chloé Paquet                 |
| Ons Jabeur [6]        | Harriet Dart                 | Valentini Grammatikopoulou (Q) | Anna Bondár                  |
| Magdalena Fręch       | Heather Watson               | Wang Xinyu                     | Linda Nosková (Q)            |
| Réka Luca Jani (LL)   | Ysaline Bonaventure (Q)      | Petra Martić                   | Kristina Mladenovic          |
| Naomi Osaka           | Mirjam Björklund (Q)         | Carole Monnet (WC)             | Clara Burel                  |
| Anett Kontaveit [5]   | Astra Sharma                 | Anastasia Gasanova (LL)        | Elena-Gabriela Ruse          |
| Rebecca Marino (Q)    | Ann Li                       | Cristina Bucșa (Q)             | Garbiñe Muguruza [10]        |
| Ana Bogdan            | Océane Dodin                 | Dalma Gálfi                    | Bernarda Pera                |
| Tatjana Maria (PR)    | Jule Niemeier (Q)            | Harmony Tan (WC)               | Barbora Krejčíková [2]       |

## Tóm tắt từng ngày

### Ngày 1 (22 tháng 5)
- Hạt giống bị loại:
  - Đơn nam:  Alejandro Davidovich Fokina [25],  Jenson Brooksby [31]
  - Đơn nữ:  Ons Jabeur [6],  Garbiñe Muguruza [10]
- Lịch thi đấu

| Trận đấu trên Sân chính                             | Trận đấu trên Sân chính                             | Trận đấu trên Sân chính                             | Trận đấu trên Sân chính                             |
| Trận đấu trên Sân Philippe Chatrier (Sân Trung tâm) | Trận đấu trên Sân Philippe Chatrier (Sân Trung tâm) | Trận đấu trên Sân Philippe Chatrier (Sân Trung tâm) | Trận đấu trên Sân Philippe Chatrier (Sân Trung tâm) |
| Sự kiện                                             | Người thắng trận                                    | Người thua cuộc                                     | Tỷ số                                               |
| --------------------------------------------------- | --------------------------------------------------- | --------------------------------------------------- | --------------------------------------------------- |
| Vòng 1 đơn nữ                                       | Magda Linette                                       | Ons Jabeur [6]                                      | 3–6, 7–6(7–4), 7–5                                  |
| Vòng 1 đơn nam                                      | Félix Auger-Aliassime [9]                           | Juan Pablo Varillas [Q]                             | 2–6, 2–6, 6–1, 6–3, 6–3                             |
| Vòng 1 đơn nữ                                       | Maria Sakkari [4]                                   | Clara Burel                                         | 6–2, 6–3                                            |
| Vòng 1 đơn nam                                      | Carlos Alcaraz [6]                                  | Juan Ignacio Londero [LL]                           | 6–4, 6–2, 6–0                                       |
| Trận đấu trên Sân Suzanne Lenglen (Grandstand)      |                                                     |                                                     |                                                     |
| Sự kiện                                             | Người thắng trận                                    | Người thua cuộc                                     | Tỷ số                                               |
| Vòng 1 đơn nữ                                       | Sloane Stephens                                     | Jule Niemeier [Q]                                   | 5–7, 6–4, 6–2                                       |
| Vòng 1 đơn nam                                      | John Isner [23]                                     | Quentin Halys                                       | 7–67–3, 4–6, 7–67–1, 7–68–6                         |
| Vòng 1 đơn nam                                      | Alexander Zverev [3]                                | Sebastian Ofner [Q]                                 | 6–2, 6–4, 6–4                                       |
| Vòng 1 đơn nữ                                       | Leylah Fernandez [17]                               | Kristina Mladenovic                                 | 6–0, 7–5                                            |
| Trận đấu trên Sân Simonne Mathieu                   |                                                     |                                                     |                                                     |
| Sự kiện                                             | Người thắng trận                                    | Người thua cuộc                                     | Tỷ số                                               |
| Vòng 1 đơn nam                                      | Hugo Dellien                                        | Dominic Thiem                                       | 6–3, 6–2, 6–4                                       |
| Vòng 1 đơn nữ                                       | Kaia Kanepi                                         | Garbiñe Muguruza [10]                               | 2–6, 6–3, 6–4                                       |
| Vòng 1 đơn nam                                      | Fabio Fognini                                       | Alexei Popyrin                                      | 6–4, 7–5, 6–4                                       |
| Vòng 1 đơn nữ                                       | Coco Gauff [18]                                     | Rebecca Marino [Q]                                  | 7–5, 6–0                                            |

### Ngày 2 (23 tháng 5)
- Hạt giống bị loại:
  - Đơn nam:  Reilly Opelka [17]
  - Đơn nữ:  Barbora Krejčíková [2],  Anett Kontaveit [5],  Liudmila Samsonova [25]
- Lịch thi đấu

| Trận đấu trên Sân chính | Trận đấu trên Sân chính                             | Trận đấu trên Sân chính                             | Trận đấu trên Sân chính                             |
| Trận đấu trên Sân Philippe Chatrier (Sân Trung tâm)                                                                           | Trận đấu trên Sân Philippe Chatrier (Sân Trung tâm) | Trận đấu trên Sân Philippe Chatrier (Sân Trung tâm) | Trận đấu trên Sân Philippe Chatrier (Sân Trung tâm) |
| Sự kiện | Người thắng trận                                    | Người thua cuộc                                     | Tỷ số                                               |
| --- | --------------------------------------------------- | --------------------------------------------------- | --------------------------------------------------- |
| Vòng 1 đơn nữ | Iga Świątek [1]                                     | Lesia Tsurenko [Q]                                  | 6–2, 6–0                                            |
| Vòng 1 đơn nữ | Diane Parry                                         | Barbora Krejčíková [2]                              | 1–6, 6–2, 6–3                                       |
| Vòng 1 đơn nam | Rafael Nadal [5]                                    | Jordan Thompson                                     | 6–2, 6–2, 6–2                                       |
| Vòng 1 đơn nam | Novak Djokovic [1]                                  | Yoshihito Nishioka                                  | 6–3, 6–1, 6–0                                       |
| Trận đấu trên Sân Suzanne Lenglen (Grandstand)                                                                                |                                                     |                                                     |                                                     |
| Sự kiện | Người thắng trận                                    | Người thua cuộc                                     | Tỷ số                                               |
| Vòng 1 đơn nữ | Amanda Anisimova [27]                               | Naomi Osaka                                         | 7–5, 6–4                                            |
| Vòng 1 đơn nam | Corentin Moutet [WC]                                | Stan Wawrinka [PR]                                  | 2–6, 6–3, 7–6(7–2), 6–3                             |
| Vòng 1 đơn nữ | Ajla Tomljanović                                    | Anett Kontaveit [5]                                 | 7–6(7–5), 7–5                                       |
| Vòng 1 đơn nam | Lloyd Harris vs Richard Gasquet                     | Lloyd Harris vs Richard Gasquet                     | 1–6, 2–5, hoãn                                      |
| Trận đấu trên Sân Simonne Mathieu                                                                                             |                                                     |                                                     |                                                     |
| Sự kiện | Người thắng trận                                    | Người thua cuộc                                     | Tỷ số                                               |
| Vòng 1 đơn nữ | Andrea Petkovic                                     | Océane Dodin                                        | 6–4, 6–2                                            |
| Vòng 1 đơn nam | Cameron Norrie [10]                                 | Manuel Guinard [WC]                                 | 7–5, 6–2, 6–0                                       |
| Vòng 1 đơn nữ | Emma Raducanu [12]                                  | Linda Nosková [Q]                                   | 6–7(4–7), 7–5, 6–1                                  |
| Vòng 1 đơn nam | Benoît Paire vs Ilya Ivashka                        | Benoît Paire vs Ilya Ivashka                        | 3–6, 2–1, hoãn                                      |
| Trận đấu được tô màu là trận đấu diễn ra vào ban đêm                                                                          |                                                     |                                                     |                                                     |
| Các trận đấu bắt đầu vào 11 giờ sáng (12 giờ sáng trên Sân Philippe Chatrier), các trận đấu ban đêm bắt đầu vào 8:45 tối CEST |                                                     |                                                     |                                                     |

### Ngày 3 (24 tháng 5)
- Hạt giống bị loại:
  - Đơn nam:  Denis Shapovalov [14],  Pablo Carreño Busta [16],  Alex de Minaur [19],  Tommy Paul [30]
  - Đôi nam:  Juan Sebastián Cabal /  Robert Farah [5],  John Peers /  Filip Polášek [8],  Santiago González /  Andrés Molteni [13]
- Lịch thi đấu

| Trận đấu trên Sân chính | Trận đấu trên Sân chính                             | Trận đấu trên Sân chính                             | Trận đấu trên Sân chính                             |
| Trận đấu trên Sân Philippe Chatrier (Sân Trung tâm)                                                                           | Trận đấu trên Sân Philippe Chatrier (Sân Trung tâm) | Trận đấu trên Sân Philippe Chatrier (Sân Trung tâm) | Trận đấu trên Sân Philippe Chatrier (Sân Trung tâm) |
| Sự kiện | Người thắng trận                                    | Người thua cuộc                                     | Tỷ số                                               |
| --- | --------------------------------------------------- | --------------------------------------------------- | --------------------------------------------------- |
| Vòng 1 đơn nữ | Alizé Cornet                                        | Misaki Doi                                          | 6–2, 6–0                                            |
| Vòng 1 đơn nam | Casper Ruud [8]                                     | Jo-Wilfried Tsonga [WC]                             | 6–7(6–8), 7–6(7–4), 6–2, 7–6(7–0)                   |
| Vòng 1 đơn nữ | Paula Badosa [3]                                    | Fiona Ferro [WC]                                    | 6–2, 6–0                                            |
| Vòng 1 đơn nam | Stefanos Tsitsipas [4]                              | Lorenzo Musetti                                     | 5–7, 4–6, 6–2, 6–3, 6–2                             |
| Trận đấu trên Sân Suzanne Lenglen (Grandstand)                                                                                |                                                     |                                                     |                                                     |
| Sự kiện | Người thắng trận                                    | Người thua cuộc                                     | Tỷ số                                               |
| Vòng 1 đơn nam | Daniil Medvedev [2]                                 | Facundo Bagnis                                      | 6–2, 6–2, 6–2                                       |
| Vòng 1 đơn nam | Richard Gasquet                                     | Lloyd Harris                                        | 6–1, 6–3, 6–4                                       |
| Vòng 1 đơn nữ | Caroline Garcia                                     | Taylor Townsend [PR]                                | 6–3, 6–4                                            |
| Vòng 1 đơn nam | Hugo Gaston                                         | Alex de Minaur [19]                                 | 4–6, 6–2, 6–3, 0–6, 7–6(10–4)                       |
| Vòng 1 đơn nữ | Aryna Sabalenka [7]                                 | Chloé Paquet                                        | 2–6, 6–3, 6–4                                       |
| Trận đấu trên Sân Simonne Mathieu                                                                                             |                                                     |                                                     |                                                     |
| Sự kiện | Người thắng trận                                    | Người thua cuộc                                     | Tỷ số                                               |
| Vòng 1 đơn nữ | Karolína Plíšková [8]                               | Tessah Andrianjafitrimo [WC]                        | 2–6, 6–3, 6–1                                       |
| Vòng 1 đơn nam | Ilya Ivashka                                        | Benoît Paire                                        | 6–3, 7–5, 1–6, 7–5                                  |
| Vòng 1 đơn nam | Frances Tiafoe [24]                                 | Benjamin Bonzi                                      | 7–5, 7–5, 7–6(7–5)                                  |
| Vòng 1 đơn nữ | Simona Halep [19]                                   | Nastasja Schunk [LL]                                | 6–4, 1–6, 6–1                                       |
| Vòng 1 đơn nam | Gilles Simon [WC]                                   | Pablo Carreño Busta [16]                            | 6–4, 6–4, 4–6, 1–6, 6–4                             |
| Trận đấu được tô màu là trận đấu diễn ra vào ban đêm                                                                          |                                                     |                                                     |                                                     |
| Các trận đấu bắt đầu vào 11 giờ sáng (12 giờ sáng trên Sân Philippe Chatrier), các trận đấu ban đêm bắt đầu vào 8:45 tối CEST |                                                     |                                                     |                                                     |

### Ngày 4 (25 tháng 5)
- Hạt giống bị loại:
  - Đơn nam:  Taylor Fritz [13]
  - Đơn nữ:  Maria Sakkari [4],  Emma Raducanu [12],  Petra Kvitová [32]
  - Đôi nam:  Pierre-Hugues Herbert /  Nicolas Mahut [3],  Kevin Krawietz /  Andreas Mies [9],  Matthew Ebden /  Max Purcell [14]
  - Đôi nữ:  Alexa Guarachi /  Andreja Klepač [6],  Nicole Melichar-Martinez /  Ellen Perez [16]
- Lịch thi đấu

| Trận đấu trên Sân chính | Trận đấu trên Sân chính                             | Trận đấu trên Sân chính                             | Trận đấu trên Sân chính                             |
| Trận đấu trên Sân Philippe Chatrier (Sân Trung tâm)                                                                           | Trận đấu trên Sân Philippe Chatrier (Sân Trung tâm) | Trận đấu trên Sân Philippe Chatrier (Sân Trung tâm) | Trận đấu trên Sân Philippe Chatrier (Sân Trung tâm) |
| Sự kiện | Người thắng trận                                    | Người thua cuộc                                     | Tỷ số                                               |
| --- | --------------------------------------------------- | --------------------------------------------------- | --------------------------------------------------- |
| Vòng 2 đơn nữ | Angelique Kerber [21]                               | Elsa Jacquemot [WC]                                 | 6–1, 7–6(7–2)                                       |
| Vòng 2 đơn nam | Alexander Zverev [3]                                | Sebastián Báez                                      | 2–6, 4–6, 6–1, 6–2, 7–5                             |
| Vòng 2 đơn nữ | Belinda Bencic [14]                                 | Bianca Andreescu [PR]                               | 6–2, 6–4                                            |
| Vòng 2 đơn nam | Rafael Nadal [5]                                    | Corentin Moutet [WC]                                | 6–1, 6–3, 6–4                                       |
| Trận đấu trên Sân Suzanne Lenglen (Grandstand)                                                                                |                                                     |                                                     |                                                     |
| Sự kiện | Người thắng trận                                    | Người thua cuộc                                     | Tỷ số                                               |
| Vòng 2 đơn nữ | Aliaksandra Sasnovich                               | Emma Raducanu [12]                                  | 3–6, 6–1, 6–1                                       |
| Vòng 2 đơn nữ | Karolína Muchová                                    | Maria Sakkari [4]                                   | 7–6(7–5), 7–6(7–4)                                  |
| Vòng 2 đơn nam | Novak Djokovic [1]                                  | Alex Molčan                                         | 6–2, 6–3, 7–6(7–4)                                  |
| Vòng 2 đơn nam | Sebastian Korda [27]                                | Richard Gasquet                                     | 7–6(7–5), 6–3, 6–3                                  |
| Trận đấu trên Sân Simonne Mathieu                                                                                             |                                                     |                                                     |                                                     |
| Sự kiện | Người thắng trận                                    | Người thua cuộc                                     | Tỷ số                                               |
| Vòng 2 đơn nam | John Isner [23]                                     | Grégoire Barrère [WC]                               | 6–4, 6–4, 3–6, 7–6(7–5)                             |
| Vòng 2 đơn nữ | Coco Gauff [18]                                     | Alison Van Uytvanck                                 | 6–1, 7–6(7–4)                                       |
| Vòng 2 đơn nam | Carlos Alcaraz [6]                                  | Albert Ramos Viñolas                                | 6–1, 6–7(7–9), 5–7, 7–6(7–2), 6–4                   |
| Vòng 2 đơn nữ | Diane Parry                                         | Camila Osorio                                       | 6–3, 6–3                                            |
| Trận đấu được tô màu là trận đấu diễn ra vào ban đêm                                                                          |                                                     |                                                     |                                                     |
| Các trận đấu bắt đầu vào 11 giờ sáng (12 giờ sáng trên Sân Philippe Chatrier), các trận đấu ban đêm bắt đầu vào 8:45 tối CEST |                                                     |                                                     |                                                     |

### Ngày 5 (26 tháng 5)
- Hạt giống bị loại:
  - Đơn nam:  Nikoloz Basilashvili [22],  Frances Tiafoe [24],  Dan Evans [29]
  - Đơn nữ:  Karolína Plíšková [8],  Danielle Collins [9],  Jeļena Ostapenko [13],  Simona Halep [19],  Ekaterina Alexandrova [30]
  - Đôi nam:  Máximo González /  Marcelo Melo [15]
  - Đôi nữ:  Shuko Aoyama /  Chan Hao-ching [11],  Magda Linette /  Bernarda Pera [15]
  - Đôi nam nữ:  Zhang Shuai /  Nicolas Mahut [1],  Anna Danilina /  Andrey Golubev [6],  Bernarda Pera /  Mate Pavić [7],  Giuliana Olmos /  Marcelo Arévalo [8]
- Lịch thi đấu

| Trận đấu trên Sân chính | Trận đấu trên Sân chính                             | Trận đấu trên Sân chính                             | Trận đấu trên Sân chính                             |
| Trận đấu trên Sân Philippe Chatrier (Sân Trung tâm)                                                                           | Trận đấu trên Sân Philippe Chatrier (Sân Trung tâm) | Trận đấu trên Sân Philippe Chatrier (Sân Trung tâm) | Trận đấu trên Sân Philippe Chatrier (Sân Trung tâm) |
| Sự kiện | Người thắng trận                                    | Người thua cuộc                                     | Tỷ số                                               |
| --- | --------------------------------------------------- | --------------------------------------------------- | --------------------------------------------------- |
| Vòng 2 đơn nam | Daniil Medvedev [2]                                 | Laslo Đere                                          | 6–3, 6–4, 6–3                                       |
| Vòng 2 đơn nữ | Madison Keys [22]                                   | Caroline Garcia                                     | 6–4, 7–6(7–3)                                       |
| Vòng 2 đơn nam | Gilles Simon [WC]                                   | Steve Johnson                                       | 7–5, 6–1, 7–6(8–6)                                  |
| Vòng 2 đơn nữ | Alizé Cornet                                        | Jeļena Ostapenko [13]                               | 6–0, 1–6, 6–3                                       |
| Trận đấu trên Sân Suzanne Lenglen (Grandstand)                                                                                |                                                     |                                                     |                                                     |
| Sự kiện | Người thắng trận                                    | Người thua cuộc                                     | Tỷ số                                               |
| Vòng 2 đơn nữ | Paula Badosa [3]                                    | Kaja Juvan                                          | 7–5, 3–6, 6–2                                       |
| Vòng 2 đơn nam | Hugo Gaston                                         | Pedro Cachín [LL]                                   | 6–4, 6–2, 6–4                                       |
| Vòng 2 đơn nữ | Iga Świątek [1]                                     | Alison Riske                                        | 6–0, 6–2                                            |
| Vòng 2 đơn nam | Stefanos Tsitsipas [4]                              | Zdeněk Kolář [Q]                                    | 6–3, 7–6(10–8), 6–7(3–7), 7–6(9–7)                  |
| Trận đấu trên Sân Simonne Mathieu                                                                                             |                                                     |                                                     |                                                     |
| Sự kiện | Người thắng trận                                    | Người thua cuộc                                     | Tỷ số                                               |
| Vòng 2 đơn nữ | Léolia Jeanjean [WC]                                | Karolína Plíšková [8]                               | 6–2, 6–2                                            |
| Vòng 2 đơn nam | David Goffin                                        | Frances Tiafoe [24]                                 | 3–6, 7–6(7–1), 6–2, 6–4                             |
| Vòng 2 đơn nữ | Zheng Qinwen                                        | Simona Halep [19]                                   | 2–6, 6–2, 6–1                                       |
| Vòng 2 đơn nam | Andrey Rublev [7]                                   | Federico Delbonis                                   | 6–3, 3–6, 6–2, 6–3                                  |
| Trận đấu được tô màu là trận đấu diễn ra vào ban đêm                                                                          |                                                     |                                                     |                                                     |
| Các trận đấu bắt đầu vào 11 giờ sáng (12 giờ sáng trên Sân Philippe Chatrier), các trận đấu ban đêm bắt đầu vào 8:45 tối CEST |                                                     |                                                     |                                                     |

### Ngày 6 (27 tháng 5)
- Hạt giống bị loại:
  - Đơn nam:  Cameron Norrie [10],  Grigor Dimitrov [18],  John Isner [23],  Botic van de Zandschulp [26],  Sebastian Korda [27]
  - Đơn nữ:  Belinda Bencic [14],  Victoria Azarenka [15],  Angelique Kerber [21]
  - Đôi nam:  Jamie Murray /  Bruno Soares [10]
  - Đôi nữ:  Desirae Krawczyk /  Demi Schuurs [5],  Caroline Dolehide /  Storm Sanders [7],  Anna Danilina /  Beatriz Haddad Maia [12]
- Lịch thi đấu

| Trận đấu trên Sân chính | Trận đấu trên Sân chính                             | Trận đấu trên Sân chính                             | Trận đấu trên Sân chính                             |
| Trận đấu trên Sân Philippe Chatrier (Sân Trung tâm)                                                                           | Trận đấu trên Sân Philippe Chatrier (Sân Trung tâm) | Trận đấu trên Sân Philippe Chatrier (Sân Trung tâm) | Trận đấu trên Sân Philippe Chatrier (Sân Trung tâm) |
| Sự kiện | Người thắng trận                                    | Người thua cuộc                                     | Tỷ số                                               |
| --- | --------------------------------------------------- | --------------------------------------------------- | --------------------------------------------------- |
| Vòng 3 đơn nữ | Leylah Fernandez [17]                               | Belinda Bencic [14]                                 | 7–5, 3–6, 7–5                                       |
| Vòng 3 đơn nam | Novak Djokovic [1]                                  | Aljaž Bedene [PR]                                   | 6–3, 6–3, 6–2                                       |
| Vòng 3 đơn nữ | Sloane Stephens                                     | Diane Parry                                         | 6–2, 6–3                                            |
| Vòng 3 đơn nam | Carlos Alcaraz [6]                                  | Sebastian Korda [27]                                | 6–4, 6–4, 6–2                                       |
| Trận đấu trên Sân Suzanne Lenglen (Grandstand)                                                                                |                                                     |                                                     |                                                     |
| Sự kiện | Người thắng trận                                    | Người thua cuộc                                     | Tỷ số                                               |
| Vòng 3 đơn nữ | Amanda Anisimova [27]                               | Karolína Muchová                                    | 6–7(7–9), 6–2, 3–0, bỏ cuộc                         |
| Vòng 3 đơn nữ | Coco Gauff [18]                                     | Kaia Kanepi                                         | 6–3, 6–4                                            |
| Vòng 3 đơn nam | Rafael Nadal [5]                                    | Botic van de Zandschulp [26]                        | 6–3, 6–2, 6–4                                       |
| Vòng 3 đơn nam | Alexander Zverev [3]                                | Brandon Nakashima                                   | 7–6(7–2), 6–3, 7–6(7–5)                             |
| Trận đấu trên Sân Simonne Mathieu                                                                                             |                                                     |                                                     |                                                     |
| Sự kiện | Người thắng trận                                    | Người thua cuộc                                     | Tỷ số                                               |
| Vòng 3 đơn nam | Diego Schwartzman [15]                              | Grigor Dimitrov [18]                                | 6–3, 6–1, 6–2                                       |
| Vòng 3 đơn nữ | Aliaksandra Sasnovich                               | Angelique Kerber [21]                               | 6–4, 7–6(7–5)                                       |
| Vòng 3 đơn nữ | Jil Teichmann [23]                                  | Victoria Azarenka [15]                              | 4–6, 7–5, 7–6(10–5)                                 |
| Vòng 3 đơn nam | Karen Khachanov [21]                                | Cameron Norrie [10]                                 | 6–2, 7–5, 5–7, 6–4                                  |
| Trận đấu được tô màu là trận đấu diễn ra vào ban đêm                                                                          |                                                     |                                                     |                                                     |
| Các trận đấu bắt đầu vào 11 giờ sáng (12 giờ sáng trên Sân Philippe Chatrier), các trận đấu ban đêm bắt đầu vào 8:45 tối CEST |                                                     |                                                     |                                                     |

### Ngày 7 (28 tháng 5)
- Hạt giống bị loại:
  - Đơn nam:  Miomir Kecmanović [28],  Lorenzo Sonego [32]
  - Đơn nữ:  Paula Badosa [3],  Aryna Sabalenka [7],  Elena Rybakina [16],  Tamara Zidanšek [24]
  - Đôi nam:  Nikola Mektić /  Mate Pavić [2]
- Lịch thi đấu

| Trận đấu trên Sân chính | Trận đấu trên Sân chính                             | Trận đấu trên Sân chính                             | Trận đấu trên Sân chính                             |
| Trận đấu trên Sân Philippe Chatrier (Sân Trung tâm)                                                                           | Trận đấu trên Sân Philippe Chatrier (Sân Trung tâm) | Trận đấu trên Sân Philippe Chatrier (Sân Trung tâm) | Trận đấu trên Sân Philippe Chatrier (Sân Trung tâm) |
| Sự kiện | Người thắng trận                                    | Người thua cuộc                                     | Tỷ số                                               |
| --- | --------------------------------------------------- | --------------------------------------------------- | --------------------------------------------------- |
| Vòng 3 đơn nữ | Iga Świątek [1]                                     | Danka Kovinić                                       | 6–3, 7–5                                            |
| Vòng 3 đơn nữ | Zheng Qinwen                                        | Alizé Cornet                                        | 6–0, 3–0, bỏ cuộc                                   |
| Vòng 3 đơn nam | Marin Čilić [20]                                    | Gilles Simon [WC]                                   | 6–0, 6–3, 6–2                                       |
| Vòng 2 đôi nữ | Veronika Kudermetova [2] · Elise Mertens [2]        | Leylah Fernandez Kirsten Flipkens                   | 6–2, 6–2                                            |
| Vòng 3 đơn nam | Holger Rune                                         | Hugo Gaston                                         | 6–3, 6–3, 6–3                                       |
| Trận đấu trên Sân Suzanne Lenglen (Grandstand)                                                                                |                                                     |                                                     |                                                     |
| Sự kiện | Người thắng trận                                    | Người thua cuộc                                     | Tỷ số                                               |
| Vòng 3 đơn nữ | Irina-Camelia Begu                                  | Léolia Jeanjean [WC]                                | 6–1, 6–4                                            |
| Vòng 3 đơn nam | Daniil Medvedev [2]                                 | Miomir Kecmanović [28]                              | 6–2, 6–4, 6–2                                       |
| Vòng 3 đơn nữ | Veronika Kudermetova [29]                           | Paula Badosa [3]                                    | 6–3, 2–1, bỏ cuộc                                   |
| Vòng 3 đơn nam | Stefanos Tsitsipas [4]                              | Mikael Ymer                                         | 6–2, 6–2, 6–1                                       |
| Trận đấu trên Sân Simonne Mathieu                                                                                             |                                                     |                                                     |                                                     |
| Sự kiện | Người thắng trận                                    | Người thua cuộc                                     | Tỷ số                                               |
| Vòng 3 đơn nam | Jannik Sinner [11]                                  | Mackenzie McDonald                                  | 6–3, 7–6(8–6), 6–3                                  |
| Vòng 3 đơn nữ | Camila Giorgi [28]                                  | Aryna Sabalenka [7]                                 | 4–6, 6–1, 6–0                                       |
| Vòng 3 đơn nam | Hubert Hurkacz [12]                                 | David Goffin                                        | 7–5, 6–2, 6–1                                       |
| Vòng 3 đơn nữ | Madison Keys [22]                                   | Elena Rybakina [16]                                 | 3–6, 6–1, 7–6(10–3)                                 |
| Trận đấu được tô màu là trận đấu diễn ra vào ban đêm                                                                          |                                                     |                                                     |                                                     |
| Các trận đấu bắt đầu vào 11 giờ sáng (12 giờ sáng trên Sân Philippe Chatrier), các trận đấu ban đêm bắt đầu vào 8:45 tối CEST |                                                     |                                                     |                                                     |

### Ngày 8 (29 tháng 5)
- Hạt giống bị loại:
  - Đơn nam:  Félix Auger-Aliassime [9],  Diego Schwartzman [15],  Karen Khachanov [21]
  - Đơn nữ:  Jil Teichmann [23],  Amanda Anisimova [27],  Elise Mertens [31]
  - Đôi nam:  Tim Pütz /  Michael Venus [7]
  - Đôi nữ:  Gabriela Dabrowski /  Giuliana Olmos [3],  Caty McNally /  Zhang Shuai [4],  Asia Muhammad /  Ena Shibahara [9]
  - Đôi nam nữ:  Andreja Klepač /  Rohan Bopanna [5]
- Lịch thi đấu

| Trận đấu trên Sân chính | Trận đấu trên Sân chính                             | Trận đấu trên Sân chính                             | Trận đấu trên Sân chính                             |
| Trận đấu trên Sân Philippe Chatrier (Sân Trung tâm)                                                                           | Trận đấu trên Sân Philippe Chatrier (Sân Trung tâm) | Trận đấu trên Sân Philippe Chatrier (Sân Trung tâm) | Trận đấu trên Sân Philippe Chatrier (Sân Trung tâm) |
| Sự kiện | Người thắng trận                                    | Người thua cuộc                                     | Tỷ số                                               |
| --- | --------------------------------------------------- | --------------------------------------------------- | --------------------------------------------------- |
| Vòng 4 đơn nữ | Leylah Fernandez [17]                               | Amanda Anisimova [27]                               | 6–3, 4–6, 6–3                                       |
| Vòng 4 đơn nữ | Coco Gauff [18]                                     | Elise Mertens [31]                                  | 6–4, 6–0                                            |
| Vòng 4 đơn nam | Rafael Nadal [5]                                    | Félix Auger-Aliassime [9]                           | 3–6, 6–3, 6–2, 3–6, 6–3                             |
| Vòng 4 đơn nam | Carlos Alcaraz [6]                                  | Karen Khachanov [21]                                | 6–1, 6–4, 6–4                                       |
| Trận đấu trên Sân Suzanne Lenglen (Grandstand)                                                                                |                                                     |                                                     |                                                     |
| Sự kiện | Người thắng trận                                    | Người thua cuộc                                     | Tỷ số                                               |
| Vòng 4 đơn nữ | Martina Trevisan                                    | Aliaksandra Sasnovich                               | 7–6(12–10), 7–5                                     |
| Vòng 4 đơn nam | Novak Djokovic [1]                                  | Diego Schwartzman [15]                              | 6–1, 6–3, 6–3                                       |
| Vòng 4 đơn nam | Alexander Zverev [3]                                | Bernabé Zapata Miralles [Q]                         | 7–6(13–11), 7–5, 6–3                                |
| Vòng 4 đơn nữ | Sloane Stephens                                     | Jil Teichmann [23]                                  | 6–2, 6–0                                            |
| Trận đấu trên Sân Simonne Mathieu                                                                                             |                                                     |                                                     |                                                     |
| Sự kiện | Người thắng trận                                    | Người thua cuộc                                     | Tỷ số                                               |
| Vòng 3 đôi nam | Marcel Granollers [4] Horacio Zeballos [4]          | Jonny O'Mara [Alt] Jackson Withrow [Alt]            | 6–1, 6–1                                            |
| Vòng 3 đôi nữ | Caroline Garcia [WC] Kristina Mladenovic [WC]       | Misaki Doi Ajla Tomljanović                         | 5–7, 6–4, 6–2                                       |
| Vòng 2 đôi nam nữ | Ulrikke Eikeri Joran Vliegen                        | Clara Burel [WC] Hugo Gaston [WC]                   | 6–4, 6–3                                            |
| Vòng 3 đôi nữ | Maryna Zanevska Kimberley Zimmermann                | Latisha Chan Samantha Stosur                        | 1–6, 6–3, 6–4                                       |
| Vòng 2 đôi nam nữ | Lucie Hradecká Gonzalo Escobar                      | Andreja Klepač [5] Rohan Bopanna [5]                | 7–6(7–2), 6–4                                       |
| Trận đấu được tô màu là trận đấu diễn ra vào ban đêm                                                                          |                                                     |                                                     |                                                     |
| Các trận đấu bắt đầu vào 11 giờ sáng (12 giờ sáng trên Sân Philippe Chatrier), các trận đấu ban đêm bắt đầu vào 8:45 tối CEST |                                                     |                                                     |                                                     |

### Ngày 9 (30 tháng 5)
- Hạt giống bị loại:
  - Đơn nam:  Daniil Medvedev [2],  Stefanos Tsitsipas [4],  Jannik Sinner [11],  Hubert Hurkacz [12]
  - Đơn nữ:  Madison Keys [22],  Camila Giorgi [28]
  - Đôi nữ:  Veronika Kudermetova /  Elise Mertens [2]
  - Đôi nam nữ:  Desirae Krawczyk /  Neal Skupski [4]
- Lịch thi đấu

| Trận đấu trên Sân chính | Trận đấu trên Sân chính                             | Trận đấu trên Sân chính                             | Trận đấu trên Sân chính                             |
| Trận đấu trên Sân Philippe Chatrier (Sân Trung tâm)                                                                           | Trận đấu trên Sân Philippe Chatrier (Sân Trung tâm) | Trận đấu trên Sân Philippe Chatrier (Sân Trung tâm) | Trận đấu trên Sân Philippe Chatrier (Sân Trung tâm) |
| Sự kiện | Người thắng trận                                    | Người thua cuộc                                     | Tỷ số                                               |
| --- | --------------------------------------------------- | --------------------------------------------------- | --------------------------------------------------- |
| Vòng 4 đơn nữ | Veronika Kudermetova [29]                           | Madison Keys [22]                                   | 1–6, 6–3, 6–1                                       |
| Vòng 4 đơn nam | Holger Rune                                         | Stefanos Tsitsipas [4]                              | 7–5, 3–6, 6–3, 6–4                                  |
| Vòng 4 đơn nữ | Iga Świątek [1]                                     | Zheng Qinwen                                        | 6–7(5–7), 6–0, 6–2                                  |
| Vòng 4 đơn nam | Marin Čilić [20]                                    | Daniil Medvedev [2]                                 | 6–2, 6–3, 6–2                                       |
| Trận đấu trên Sân Suzanne Lenglen (Grandstand)                                                                                |                                                     |                                                     |                                                     |
| Sự kiện | Người thắng trận                                    | Người thua cuộc                                     | Tỷ số                                               |
| Vòng 4 đơn nữ | Daria Kasatkina [20]                                | Camila Giorgi [28]                                  | 6–2, 6–2                                            |
| Vòng 4 đơn nam | Casper Ruud [8]                                     | Hubert Hurkacz [12]                                 | 6–2, 6–3, 3–6, 6–3                                  |
| Vòng 4 đơn nữ | Jessica Pegula [11]                                 | Irina-Camelia Begu                                  | 4–6, 6–2, 6–3                                       |
| Vòng 4 đơn nam | Andrey Rublev [7]                                   | Jannik Sinner [11]                                  | 1–6, 6–4, 2–0, bỏ cuộc                              |
| Trận đấu trên Sân Simonne Mathieu                                                                                             |                                                     |                                                     |                                                     |
| Sự kiện | Người thắng trận                                    | Người thua cuộc                                     | Tỷ số                                               |
| Trận đấu được tô màu là trận đấu diễn ra vào ban đêm                                                                          |                                                     |                                                     |                                                     |
| Các trận đấu bắt đầu vào 11 giờ sáng (12 giờ sáng trên Sân Philippe Chatrier), các trận đấu ban đêm bắt đầu vào 8:45 tối CEST |                                                     |                                                     |                                                     |

### Ngày 10 (31 tháng 5)
- Hạt giống bị loại:
  - Đơn nam:  Novak Djokovic [1],  Carlos Alcaraz [6]
  - Đơn nữ:  Leylah Fernandez [17]
  - Đôi nam:  Rajeev Ram /  Joe Salisbury [1],  Wesley Koolhof /  Neal Skupski [6]
  - Đôi nữ:  Lucie Hradecká /  Sania Mirza [10]
- Lịch thi đấu

| Trận đấu trên Sân chính | Trận đấu trên Sân chính                             | Trận đấu trên Sân chính                             | Trận đấu trên Sân chính                             |
| Trận đấu trên Sân Philippe Chatrier (Sân Trung tâm)                                                                           | Trận đấu trên Sân Philippe Chatrier (Sân Trung tâm) | Trận đấu trên Sân Philippe Chatrier (Sân Trung tâm) | Trận đấu trên Sân Philippe Chatrier (Sân Trung tâm) |
| Sự kiện | Người thắng trận                                    | Người thua cuộc                                     | Tỷ số                                               |
| --- | --------------------------------------------------- | --------------------------------------------------- | --------------------------------------------------- |
| Tứ kết đơn nữ | Martina Trevisan                                    | Leylah Fernandez [17]                               | 6–2, 6–7(3–7), 6–3                                  |
| Tứ kết đơn nữ | Coco Gauff [18]                                     | Sloane Stephens                                     | 7–5, 6–2                                            |
| Tứ kết đơn nam | Alexander Zverev [3]                                | Carlos Alcaraz [6]                                  | 6–4, 6–4, 4–6, 7–6(9–7)                             |
| Tứ kết đơn nam | Rafael Nadal [5]                                    | Novak Djokovic [1]                                  | 6–2, 4–6, 6–2, 7–6(7–4)                             |
| Trận đấu trên Sân Suzanne Lenglen (Grandstand)                                                                                |                                                     |                                                     |                                                     |
| Sự kiện | Người thắng trận                                    | Người thua cuộc                                     | Tỷ số                                               |
| Trận đấu trên Sân Simonne Mathieu                                                                                             |                                                     |                                                     |                                                     |
| Sự kiện | Người thắng trận                                    | Người thua cuộc                                     | Tỷ số                                               |
| Trận đấu được tô màu là trận đấu diễn ra vào ban đêm                                                                          |                                                     |                                                     |                                                     |
| Các trận đấu bắt đầu vào 11 giờ sáng (12 giờ sáng trên Sân Philippe Chatrier), các trận đấu ban đêm bắt đầu vào 8:45 tối CEST |                                                     |                                                     |                                                     |

### Ngày 11 (1 tháng 6)
- Hạt giống bị loại:
  - Đơn nam:  Andrey Rublev [7]
  - Đơn nữ:  Jessica Pegula [11],  Veronika Kudermetova [29]
  - Đôi nữ:  Xu Yifan /  Yang Zhaoxuan [13]
  - Đôi nam nữ:  Gabriela Dabrowski /  John Peers [3]
- Lịch thi đấu

| Trận đấu trên Sân chính | Trận đấu trên Sân chính                             | Trận đấu trên Sân chính                             | Trận đấu trên Sân chính                             |
| Trận đấu trên Sân Philippe Chatrier (Sân Trung tâm)                                                                           | Trận đấu trên Sân Philippe Chatrier (Sân Trung tâm) | Trận đấu trên Sân Philippe Chatrier (Sân Trung tâm) | Trận đấu trên Sân Philippe Chatrier (Sân Trung tâm) |
| Sự kiện | Người thắng trận                                    | Người thua cuộc                                     | Tỷ số                                               |
| --- | --------------------------------------------------- | --------------------------------------------------- | --------------------------------------------------- |
| Tứ kết đơn nữ | Daria Kasatkina [20]                                | Veronika Kudermetova [29]                           | 6–4, 7–6(7–5)                                       |
| Tứ kết đơn nữ | Iga Świątek [1]                                     | Jessica Pegula [11]                                 | 6–3, 6–2                                            |
| Tứ kết đơn nam | Marin Čilić [20]                                    | Andrey Rublev [7]                                   | 5–7, 6–3, 6–4, 3–6, 7–6(10–2)                       |
| Tứ kết đơn nam | Casper Ruud [8]                                     | Holger Rune                                         | 6–1, 4–6, 7–6(7–2), 6–3                             |
| Trận đấu trên Sân Suzanne Lenglen (Grandstand)                                                                                |                                                     |                                                     |                                                     |
| Sự kiện | Người thắng trận                                    | Người thua cuộc                                     | Tỷ số                                               |
| Trận đấu trên Sân Simonne Mathieu                                                                                             |                                                     |                                                     |                                                     |
| Sự kiện | Người thắng trận                                    | Người thua cuộc                                     | Tỷ số                                               |
| Trận đấu được tô màu là trận đấu diễn ra vào ban đêm                                                                          |                                                     |                                                     |                                                     |
| Các trận đấu bắt đầu vào 11 giờ sáng (12 giờ sáng trên Sân Philippe Chatrier), các trận đấu ban đêm bắt đầu vào 8:45 tối CEST |                                                     |                                                     |                                                     |

### Ngày 12 (2 tháng 6)
- Hạt giống bị loại:
  - Đơn nữ:  Daria Kasatkina [20]
  - Đôi nam:  Marcel Granollers /  Horacio Zeballos [4],  Rohan Bopanna /  Matwé Middelkoop [16]
- Lịch thi đấu

| Trận đấu trên Sân chính                                                                                   | Trận đấu trên Sân chính                             | Trận đấu trên Sân chính                             | Trận đấu trên Sân chính                             |
| Trận đấu trên Sân Philippe Chatrier (Sân Trung tâm)                                                       | Trận đấu trên Sân Philippe Chatrier (Sân Trung tâm) | Trận đấu trên Sân Philippe Chatrier (Sân Trung tâm) | Trận đấu trên Sân Philippe Chatrier (Sân Trung tâm) |
| Sự kiện                                                                                                   | Người thắng trận                                    | Người thua cuộc                                     | Tỷ số                                               |
| --- | --------------------------------------------------- | --------------------------------------------------- | --------------------------------------------------- |
| Chung kết đôi nam nữ                                                                                      | Ena Shibahara [2] Wesley Koolhof [2]                | Ulrikke Eikeri Joran Vliegen                        | 7–6(7–5), 6–2                                       |
| Bán kết đơn nữ                                                                                            | Iga Świątek [1]                                     | Daria Kasatkina [20]                                | 6–2, 6–1                                            |
| Bán kết đơn nữ                                                                                            | Coco Gauff [18]                                     | Martina Trevisan                                    | 6–3, 6–1                                            |
| Trận đấu trên Sân Suzanne Lenglen (Grandstand)                                                            |                                                     |                                                     |                                                     |
| Sự kiện                                                                                                   | Người thắng trận                                    | Người thua cuộc                                     | Tỷ số                                               |
| Trận đấu trên Sân Simonne Mathieu                                                                         |                                                     |                                                     |                                                     |
| Sự kiện                                                                                                   | Người thắng trận                                    | Người thua cuộc                                     | Tỷ số                                               |
| Các trận đấu bắt đầu vào 11 giờ sáng CEST (12 giờ sáng trên Sân Philippe Chatrier và Sân Suzanne Lenglen) |                                                     |                                                     |                                                     |

### Ngày 13 (3 tháng 6)
- Hạt giống bị loại:
  - Đơn nam:  Alexander Zverev [3],  Marin Čilić [20]
  - Đôi nữ:  Lyudmyla Kichenok /  Jeļena Ostapenko [14]
- Schedule of play

| Trận đấu trên Sân chính                             | Trận đấu trên Sân chính                             | Trận đấu trên Sân chính                             | Trận đấu trên Sân chính                             |
| Trận đấu trên Sân Philippe Chatrier (Sân Trung tâm) | Trận đấu trên Sân Philippe Chatrier (Sân Trung tâm) | Trận đấu trên Sân Philippe Chatrier (Sân Trung tâm) | Trận đấu trên Sân Philippe Chatrier (Sân Trung tâm) |
| Sự kiện                                             | Người thắng trận                                    | Người thua cuộc                                     | Tỷ số                                               |
| --------------------------------------------------- | --------------------------------------------------- | --------------------------------------------------- | --------------------------------------------------- |
| Bán kết đôi nam xe lăn                              | Gustavo Fernández Shingo Kunieda                    | Stéphane Houdet [2] Nicolas Peifer [2]              | 7–6(7–0), 6–1                                       |
| Bán kết đơn nam                                     | Rafael Nadal [5]                                    | Alexander Zverev [3]                                | 7–6(10–8), 6–6, bỏ cuộc                             |
| Bán kết đơn nam                                     | Casper Ruud [8]                                     | Marin Čilić [20]                                    | 3–6, 6–4, 6–2, 6–2                                  |
| Các trận đấu bắt đầu vào 11 giờ sáng CEST           |                                                     |                                                     |                                                     |

### Ngày 14 (4 tháng 6)
- Hạt giống bị loại:
  - Đơn nữ:  Coco Gauff [18]
- Lịch thi đấu

| Trận đấu trên Sân chính                             | Trận đấu trên Sân chính                             | Trận đấu trên Sân chính                             | Trận đấu trên Sân chính                             |
| Trận đấu trên Sân Philippe Chatrier (Sân Trung tâm) | Trận đấu trên Sân Philippe Chatrier (Sân Trung tâm) | Trận đấu trên Sân Philippe Chatrier (Sân Trung tâm) | Trận đấu trên Sân Philippe Chatrier (Sân Trung tâm) |
| Sự kiện                                             | Người thắng trận                                    | Người thua cuộc                                     | Tỷ số                                               |
| --------------------------------------------------- | --------------------------------------------------- | --------------------------------------------------- | --------------------------------------------------- |
| Chung kết đơn nữ xe lăn                             | Diede de Groot [1]                                  | Yui Kamiji [2]                                      | 6–4, 6–1                                            |
| Chung kết đơn nữ                                    | Iga Świątek [1]                                     | Coco Gauff [18]                                     | 6–1, 6–3                                            |
| Chung kết đôi nam                                   | Marcelo Arévalo [12] Jean-Julien Rojer [12]         | Ivan Dodig Austin Krajicek                          | 6–7(4–7), 7–6(7–5), 6–3                             |
| Các trận đấu bắt đầu vào 11 giờ sáng CEST           |                                                     |                                                     |                                                     |

### Ngày 15 (5 tháng 6)
- Hạt giống bị loại:
  - Đơn nam:  Casper Ruud [8]
  - Đôi nữ:  Coco Gauff /  Jessica Pegula [8]
- Lịch thi đấu

| Trận đấu trên Sân chính                             | Trận đấu trên Sân chính                             | Trận đấu trên Sân chính                             | Trận đấu trên Sân chính                             |
| Trận đấu trên Sân Philippe Chatrier (Sân Trung tâm) | Trận đấu trên Sân Philippe Chatrier (Sân Trung tâm) | Trận đấu trên Sân Philippe Chatrier (Sân Trung tâm) | Trận đấu trên Sân Philippe Chatrier (Sân Trung tâm) |
| Sự kiện                                             | Người thắng trận                                    | Người thua cuộc                                     | Tỷ số                                               |
| --------------------------------------------------- | --------------------------------------------------- | --------------------------------------------------- | --------------------------------------------------- |
| Chung kết đôi nữ                                    | Caroline Garcia [WC] Kristina Mladenovic [WC]       | Coco Gauff [8] Jessica Pegula [8]                   | 2–6, 6–3, 6–2                                       |
| Chung kết đơn nam                                   | Rafael Nadal [5]                                    | Casper Ruud [8]                                     | 6–3, 6–3, 6–0                                       |
| Các trận đấu bắt đầu vào 11 giờ sáng CEST           |                                                     |                                                     |                                                     |

## Hạt giống đơn

### Đơn nam
Dưới đây là những tay vợt được xếp loại hạt giống. Hạt giống dựa trên bảng xếp hạng ATP vào ngày 16 tháng 5 năm 2022. Xếp hạng và điểm trước vào ngày 23 tháng 5 năm 2022. 
| Hạt giống | Xếp hạng | Tay vợt                     | Điểm trước | Điểm giảm (hoặc kết quả tốt nhất lần 19)† | Điểm thắng | Điểm sau | Thực trạng                                                    |
| --------- | -------- | --------------------------- | ---------- | ----------------------------------------- | ---------- | -------- | ------------------------------------------------------------- |
| 1         | 1        | Novak Djokovic              | 8,660      | 250                                       | 360        | 8,770    | Tứ kết thua trước Rafael Nadal [5]                            |
| 2         | 2        | Daniil Medvedev             | 7,980      | (0)                                       | 180        | 8,160    | Vòng 4 thua trước Marin Čilić [20]                            |
| 3         | 3        | Alexander Zverev            | 7,075      | (0)                                       | 720        | 7,795    | Bán kết bỏ cuộc trước Rafael Nadal [5] do chấn thương cổ chân |
| 4         | 4        | Stefanos Tsitsipas          | 5,965      | (45)                                      | 180        | 6,100    | Vòng 4 thua trước Holger Rune                                 |
| 5         | 5        | Rafael Nadal                | 5,525      | (0)                                       | 2,000      | 7,525    | Vô địch, đánh bại Casper Ruud [8]                             |
| 6         | 6        | Carlos Alcaraz              | 4,648      | (3)                                       | 360        | 5,005    | Tứ kết thua trước Alexander Zverev [3]                        |
| 7         | 7        | Andrey Rublev               | 3,945      | (45)                                      | 360        | 4,260    | Tứ kết thua trước Marin Čilić [20]                            |
| 8         | 8        | Casper Ruud                 | 3,940      | (90)                                      | 1,200      | 5,050    | Á quân, thua trước Rafael Nadal [5]                           |
| 9         | 9        | Félix Auger-Aliassime       | 3,820      | (45)                                      | 180        | 3,955    | Vòng 4 thua trước Rafael Nadal [5]                            |
| 10        | 11       | Cameron Norrie              | 3,455      | (45)                                      | 90         | 3,500    | Vòng 3 thua trước Karen Khachanov [21]                        |
| 11        | 12       | Jannik Sinner               | 3,185      | (10)                                      | 180        | 3,355    | Vòng 4 bỏ cuộc trước Andrey Rublev [7] do chấn thương đầu gối |
| 12        | 13       | Hubert Hurkacz              | 3,095      | 17                                        | 180        | 3,258    | Vòng 4 thua trước Casper Ruud [8]                             |
| 13        | 14       | Taylor Fritz                | 2,920      | (45)                                      | 45         | 2,920    | Vòng 2 thua trước Bernabé Zapata Miralles [Q]                 |
| 14        | 15       | Denis Shapovalov            | 2,531      | (10)                                      | 10         | 2,531    | Vòng 1 thua trước Holger Rune                                 |
| 15        | 16       | Diego Schwartzman           | 2,505      | (90)                                      | 180        | 2,595    | Vòng 4 thua trước Novak Djokovic [1]                          |
| 16        | 18       | Pablo Carreño Busta         | 2,135      | (10)                                      | 10         | 2,135    | Vòng 1 thua trước Gilles Simon [WC]                           |
| 17        | 17       | Reilly Opelka               | 2,180      | (45)                                      | 10         | 2,145    | Vòng 1 thua trước Filip Krajinović                            |
| 18        | 21       | Grigor Dimitrov             | 1,740      | (0)                                       | 90         | 1,830    | Vòng 3 thua trước Diego Schwartzman [15]                      |
| 19        | 20       | Alex de Minaur              | 1,838      | (23)                                      | 10         | 1,825    | Vòng 1 thua trước Hugo Gaston                                 |
| 20        | 23       | Marin Čilić                 | 1,695      | (45)                                      | 720        | 2,370    | Bán kết thua trước Casper Ruud [8]                            |
| 21        | 25       | Karen Khachanov             | 1,620      | (45)                                      | 180        | 1,755    | Vòng 4 thua trước Carlos Alcaraz [6]                          |
| 22        | 24       | Nikoloz Basilashvili        | 1,628      | (10)                                      | 45         | 1,663    | Vòng 2 thua trước Mackenzie McDonald                          |
| 23        | 26       | John Isner                  | 1,616      | (10)                                      | 90         | 1,696    | Vòng 3 thua trước Bernabé Zapata Miralles [Q]                 |
| 24        | 27       | Frances Tiafoe              | 1,599      | (23)                                      | 45         | 1,621    | Vòng 2 thua trước David Goffin                                |
| 25        | 28       | Alejandro Davidovich Fokina | 1,400      | (10)                                      | 10         | 1,400    | Vòng 1 thua trước Tallon Griekspoor                           |
| 26        | 29       | Botic van de Zandschulp     | 1,344      | (26)                                      | 90         | 1,408    | Vòng 3 thua trước Rafael Nadal [5]                            |
| 27        | 30       | Sebastian Korda             | 1,326      | 250                                       | 90         | 1,166    | Vòng 3 thua trước Carlos Alcaraz [6]                          |
| 28        | 31       | Miomir Kecmanović           | 1,316      | (20)                                      | 90         | 1,386    | Vòng 3 thua trước Daniil Medvedev [2]                         |
| 29        | 32       | Dan Evans                   | 1,232      | 63                                        | 45         | 1,214    | Vòng 2 thua trước Mikael Ymer                                 |
| 30        | 33       | Tommy Paul                  | 1,218      | 90                                        | 10         | 1,138    | Vòng 1 thua trước Cristian Garín                              |
| 31        | 34       | Jenson Brooksby             | 1,207      | (0)                                       | 10         | 1,217    | Vòng 1 thua trước Pablo Cuevas                                |
| 32        | 35       | Lorenzo Sonego              | 1,190      | (20)                                      | 90         | 1,260    | Vòng 3 thua trước Casper Ruud [8]                             |

† Cột này hiển thị (a) điểm của tay vợt từ giải đấu diễn ra trong tuần của ngày 24 tháng 5 năm 2021 (Belgrade 2 và Parma) hoặc (b) điểm tốt nhất của lần 19 (hiển thị trong ngoặc đơn). Điểm từ Giải quần vợt Pháp Mở rộng 2020 và 2021 sẽ không bị giảm đến ngày 13 tháng 6 năm 2022, một tuần sau khi kết thúc giải đấu năm 2022, và do đó không được hiển thị trong bảng.

#### Tay vợt rút lui khỏi giải đấu
Dưới đây là những tay vợt được xếp loại hạt giống, nhưng rút lui trước khi giải đấu bắt đầu.
| Xếp hạng | Tay vợt               | Điểm trước | Điểm giảm (hoặc kết quả tốt nhất lần 19) | Điểm sau | Lý do rút lui         |
| -------- | --------------------- | ---------- | ---------------------------------------- | -------- | --------------------- |
| 10       | Matteo Berrettini     | 3,805      | (0)                                      | 3,805    | Chấn thương tay phải  |
| 19       | Roberto Bautista Agut | 1,903      | (23)                                     | 1,880    | Chấn thương cổ tay    |
| 22       | Gaël Monfils          | 1,715      | (0)                                      | 1,715    | Chấn thương chân phải |

### Đơn nữ
Dưới đây là những tay vợt được xếp loại hạt giống. Hạt giống dựa trên bảng xếp hạng WTA vào ngày 16 tháng 5 năm 2022. Xếp hạng và điểm trước vào ngày 23 tháng 5 năm 2022.
| Hạt giống | Xếp hạng | Tay vợt               | Điểm trước | Điểm bảo vệ | Điểm thắng | Điểm sau | Thực trạng                                     |
| --------- | -------- | --------------------- | ---------- | ----------- | ---------- | -------- | ---------------------------------------------- |
| 1         | 1        | Iga Świątek           | 7,061      | 430         | 2,000      | 8,631    | Vô địch, đánh bại Coco Gauff [18]              |
| 2         | 2        | Barbora Krejčíková    | 4,911      | 2,000+280   | 10+1       | 2,642    | Vòng 1 thua trước Diane Parry                  |
| 3         | 4        | Paula Badosa          | 4,545      | 430         | 130        | 4,245    | Vòng 3 bỏ cuộc trước Veronika Kudermetova [29] |
| 4         | 3        | Maria Sakkari         | 4,726      | 780         | 70         | 4,016    | Vòng 2 thua trước Karolína Muchová             |
| 5         | 5        | Anett Kontaveit       | 4,446      | 130         | 10         | 4,326    | Vòng 1 thua trước Ajla Tomljanović             |
| 6         | 6        | Ons Jabeur            | 4,380      | 240         | 10         | 4,150    | Vòng 1 thua trước Magda Linette                |
| 7         | 7        | Aryna Sabalenka       | 3,966      | 130         | 130        | 3,966    | Vòng 3 thua trước Camila Giorgi [28]           |
| 8         | 8        | Karolína Plíšková     | 3,678      | 70          | 70         | 3,678    | Vòng 2 thua trước Léolia Jeanjean [WC]         |
| 9         | 9        | Danielle Collins      | 3,315      | 130         | 70         | 3,255    | Vòng 2 thua trước Shelby Rogers                |
| 10        | 10       | Garbiñe Muguruza      | 3,060      | 10          | 10         | 3,060    | Vòng 1 thua trước Kaia Kanepi                  |
| 11        | 11       | Jessica Pegula        | 2,955      | 130         | 430        | 3,255    | Tứ kết thua trước Iga Świątek [1]              |
| 12        | 12       | Emma Raducanu         | 2,910      | (5)†        | 70         | 2,975    | Vòng 2 thua trước Aliaksandra Sasnovich        |
| 13        | 13       | Jeļena Ostapenko      | 2,536      | 10          | 70         | 2,596    | Vòng 2 thua trước Alizé Cornet                 |
| 14        | 14       | Belinda Bencic        | 2,525      | 70          | 130        | 2,585    | Vòng 3 thua trước Leylah Fernandez [17]        |
| 15        | 15       | Victoria Azarenka     | 2,440      | 240         | 130        | 2,330    | Vòng 3 thua trước Jil Teichmann [23]           |
| 16        | 16       | Elena Rybakina        | 2,420      | 430         | 130        | 2,120    | Vòng 3 thua trước Madison Keys [22]            |
| 17        | 18       | Leylah Fernandez      | 2,245      | 70          | 430        | 2,605    | Tứ kết thua trước Martina Trevisan             |
| 18        | 23       | Coco Gauff            | 1,886      | 430         | 1,300      | 2,756    | Á quân, thua trước Iga Świątek [1]             |
| 19        | 19       | Simona Halep          | 2,126      | 0           | 70         | 2,196    | Vòng 2 thua trước Zheng Qinwen                 |
| 20        | 20       | Daria Kasatkina       | 2,115      | 130         | 780        | 2,765    | Bán kết thua trước Iga Świątek [1]             |
| 21        | 17       | Angelique Kerber      | 2,354      | 10          | 130        | 2,474    | Vòng 3 thua trước Aliaksandra Sasnovich        |
| 22        | 22       | Madison Keys          | 1,899      | 130         | 240        | 2,009    | Vòng 4 thua trước Veronika Kudermetova [29]    |
| 23        | 24       | Jil Teichmann         | 1,783      | 0           | 240        | 2,023    | Vòng 4 thua trước Sloane Stephens              |
| 24        | 25       | Tamara Zidanšek       | 1,683      | 780         | 130        | 1,033    | Vòng 3 thua trước Jessica Pegula [11]          |
| 25        | 27       | Liudmila Samsonova    | 1,670      | (30)†       | 10         | 1,650    | Vòng 1 thua trước Danka Kovinić                |
| 26        | 26       | Sorana Cîrstea        | 1,670      | 240+180     | 70+30      | 1,350    | Vòng 2 thua trước Sloane Stephens              |
| 27        | 28       | Amanda Anisimova      | 1,610      | 10          | 240        | 1,840    | Vòng 4 thua trước Leylah Fernandez [17]        |
| 28        | 30       | Camila Giorgi         | 1,583      | 70          | 240        | 1,753    | Vòng 4 thua trước Daria Kasatkina [20]         |
| 29        | 29       | Veronika Kudermetova  | 1,585      | 70          | 430        | 1,945    | Tứ kết thua trước Daria Kasatkina [20]         |
| 30        | 31       | Ekaterina Alexandrova | 1,531      | 70+60       | 70+55      | 1,526    | Vòng 2 thua trước Irina-Camelia Begu           |
| 31        | 32       | Elise Mertens         | 1,505      | 130         | 240        | 1,615    | Vòng 4 thua trước Coco Gauff [18]              |
| 32        | 34       | Petra Kvitová         | 1,435      | 70          | 70         | 1,435    | Vòng 2 thua trước Daria Saville [WC]           |

† Tay vợt không vượt qua vòng loại ở giải đấu năm 2021. Thay vào đó, điểm tốt nhất của lần 16 sẽ được thay thế vào.

#### Tay vợt rút lui khỏi giải đấu
Dưới đây là những tay vợt được xếp loại hạt giống, nhưng rút lui trước khi giải đấu bắt đầu.
| Xếp hạng | Tay vợt                  | Điểm trước | Điểm bảo vệ | Điểm sau | Lý do rút lui                 |
| -------- | ------------------------ | ---------- | ----------- | -------- | ----------------------------- |
| 21       | Anastasia Pavlyuchenkova | 2,093      | 1,300       | 793      | Chấn thương đầu gối           |
| 33       | Elina Svitolina          | 1,454      | 130         | 1,324    | Chấn thương lưng và mang thai |

## Hạt giống đôi
| Hạt giống | Xếp hạng | Đội                   | Đội               |
| --------- | -------- | --------------------- | ----------------- |
| 1         | 3        | Rajeev Ram            | Joe Salisbury     |
| 2         | 8        | Nikola Mektić         | Mate Pavić        |
| 3         | 11       | Pierre-Hugues Herbert | Nicolas Mahut     |
| 4         | 14       | Marcel Granollers     | Horacio Zeballos  |
| 5         | 18       | Juan Sebastián Cabal  | Robert Farah      |
| 6         | 24       | Wesley Koolhof        | Neal Skupski      |
| 7         | 28       | Tim Pütz              | Michael Venus     |
| 8         | 32       | John Peers            | Filip Polášek     |
| 9         | 37       | Kevin Krawietz        | Andreas Mies      |
| 10        | 41       | Jamie Murray          | Bruno Soares      |
| 11        | 53       | Simone Bolelli        | Fabio Fognini     |
| 12        | 55       | Marcelo Arévalo       | Jean-Julien Rojer |
| 13        | 63       | Santiago González     | Andrés Molteni    |
| 14        | 64       | Matthew Ebden         | Max Purcell       |
| 15        | 65       | Máximo González       | Marcelo Melo      |
| 16        | 65       | Rohan Bopanna         | Matwé Middelkoop  |

| Hạt giống | Xếp hạng | Đội                      | Đội                 |
| --------- | -------- | ------------------------ | ------------------- |
| 1         | 4        | Barbora Krejčiková       | Kateřina Siniaková  |
| 2         | 6        | Veronika Kudermetova     | Elise Mertens       |
| 3         | 21       | Gabriela Dabrowski       | Giuliana Olmos      |
| 4         | 23       | Caty McNally             | Zhang Shuai         |
| 5         | 26       | Desirae Krawczyk         | Demi Schuurs        |
| 6         | 34       | Alexa Guarachi           | Andreja Klepač      |
| 7         | 37       | Caroline Dolehide        | Storm Sanders       |
| 8         | 41       | Coco Gauff               | Jessica Pegula      |
| 9         | 45       | Asia Muhammad            | Ena Shibahara       |
| 10        | 47       | Lucie Hradecká           | Sania Mirza         |
| 11        | 53       | Shuko Aoyama             | Chan Hao-ching      |
| 12        | 54       | Anna Danilina            | Beatriz Haddad Maia |
| 13        | 59       | Xu Yifan                 | Yang Zhaoxuan       |
| 14        | 62       | Jeļena Ostapenko         | Lyudmyla Kichenok   |
| 15        | 66       | Magda Linette            | Bernarda Pera       |
| 16        | 78       | Nicole Melichar-Martinez | Ellen Perez         |

### Đôi nam nữ
| Hạt giống | Xếp hạng | Đội                | Đội             |
| --------- | -------- | ------------------ | --------------- |
| 1         | 10       | Zhang Shuai        | Nicolas Mahut   |
| 2         | 19       | Ena Shibahara      | Wesley Koolhof  |
| 3         | 21       | Gabriela Dabrowski | John Peers      |
| 4         | 23       | Desirae Krawczyk   | Neal Skupski    |
| 5         | 39       | Andreja Klepač     | Rohan Bopanna   |
| 6         | 42       | Anna Danilina      | Andrey Golubev  |
| 7         | 43       | Bernarda Pera      | Mate Pavić      |
| 8         | 43       | Giuliana Olmos     | Marcelo Arévalo |

- 1 Bảng xếp hạng vào ngày 16 tháng 5 năm 2022.

## Nhà vô địch

### Đơn nam
- Rafael Nadal đánh bại  Casper Ruud, 6–3, 6–3, 6–0

### Đơn nữ
- Iga Świątek đánh bại  Coco Gauff, 6–1, 6–3

### Đôi nam
- Marcelo Arévalo /  Jean-Julien Rojer đánh bại  Ivan Dodig /  Austin Krajicek, 6–7(4–7), 7–6(7–5), 6–3

### Đôi nữ
- Caroline Garcia /  Kristina Mladenovic đánh bại  Coco Gauff /  Jessica Pegula 2–6, 6–3, 6–2

### Đôi nam nữ
- Ena Shibahara /  Wesley Koolhof đánh bại  Ulrikke Eikeri /  Joran Vliegen, 7–6(7–5), 6–2

### Đơn nam xe lăn
- Shingo Kunieda đánh bại  Gustavo Fernández, 6–2, 5–7, 7–5

### Đơn nữ xe lăn
- Diede de Groot đánh bại  Yui Kamiji, 6–4, 6–1

### Đơn xe lăn quad
- Niels Vink đánh bại  Sam Schröder, 6–4, 7–6(10–8)

### Đôi nam xe lăn
- Alfie Hewett /  Gordon Reid đánh bại  Gustavo Fernández /  Shingo Kunieda, 7–6(7–5), 7–6(7–5)

### Đôi nữ xe lăn
- Diede de Groot /  Aniek van Koot đánh bại  Yui Kamiji /  Kgothatso Montjane, 7–6(7–5), 1–6, [10–8]

### Đôi xe lăn quad
- Sam Schröder /  Niels Vink đánh bại  Heath Davidson /  Ymanitu Silva, 6–2, 6–2

### Đơn nam trẻ
- Gabriel Debru đánh bại  Gilles-Arnaud Bailly, 7–6(7–5), 6–3

### Đơn nữ trẻ
- Lucie Havlíčková đánh bại  Solana Sierra, 6–3, 6–3

### Đôi nam trẻ
- Edas Butvilas /  Mili Poljičak đánh bại  Gonzalo Bueno /  Ignacio Buse, 6–4, 6–0

### Đôi nữ trẻ
- Sára Bejlek /  Lucie Havlíčková đánh bại  Nikola Bartůňková /  Céline Naef, 6–3, 6–3

### Đôi nam huyền thoại
- Arnaud Clément /  Fabrice Santoro đánh bại  Sébastien Grosjean /  Cédric Pioline, 6–3, 4–6, [10–7]

### Đôi nữ huyền thoại
- Flavia Pennetta /  Francesca Schiavone đánh bại  Gisela Dulko /  Gabriela Sabatini, 1–6, 7–6(7–4), [10–6]

## Điểm và tiền thưởng

### Phân phối điểm
Dưới đây là bảng phân bố điểm cho từng giai đoạn của giải đấu:

#### Vận động viên chuyên nghiệp
| Sự kiện | VĐ   | CK   | BK  | TK  | Vòng 1/16 | Vòng 1/32 | Vòng 1/64 | Vòng 1/128 |
| Đơn nam | 2000 | 1200 | 720 | 360 | 180       | 90        | 45        | 10         |
| Đôi nam | 2000 | 1200 | 720 | 360 | 180       | 90        | 0         | —          |
| Đơn nữ  | 2000 | 1300 | 780 | 430 | 240       | 130       | 70        | 10         |
| Đôi nữ  | 2000 | 1300 | 780 | 430 | 240       | 130       | 10        | —          |

#### Vận động viên xe lăn
| Sự kiện  | VĐ  | CK  | BK        | TK  |
| Đơn      | 800 | 500 | 375       | 100 |
| Đơn quad | 800 | 500 | 375 / 100 | –   |
| Đôi      | 800 | 500 | 100       | —   |
| Đôi quad | 800 | 100 | —         | —   |

### Tiền thưởng
| Sự kiện       | VĐ         | CK         | BK       | TK       | Vòng 1/16 | Vòng 1/32 | Vòng 1/64 | Vòng 1/128 |
| Đơn           | €2,200,000 | €1,100,000 | €600,000 | €380,000 | €220,000  | €125,800  | €86,000   | €62,000    |
| Đôi (mỗi đội) | €580,000   | €290,000   | €146,000 | €79,500  | €42,000   | €25,000   | €15,500   | —          |